# جسر مشاة تيتان أر تي

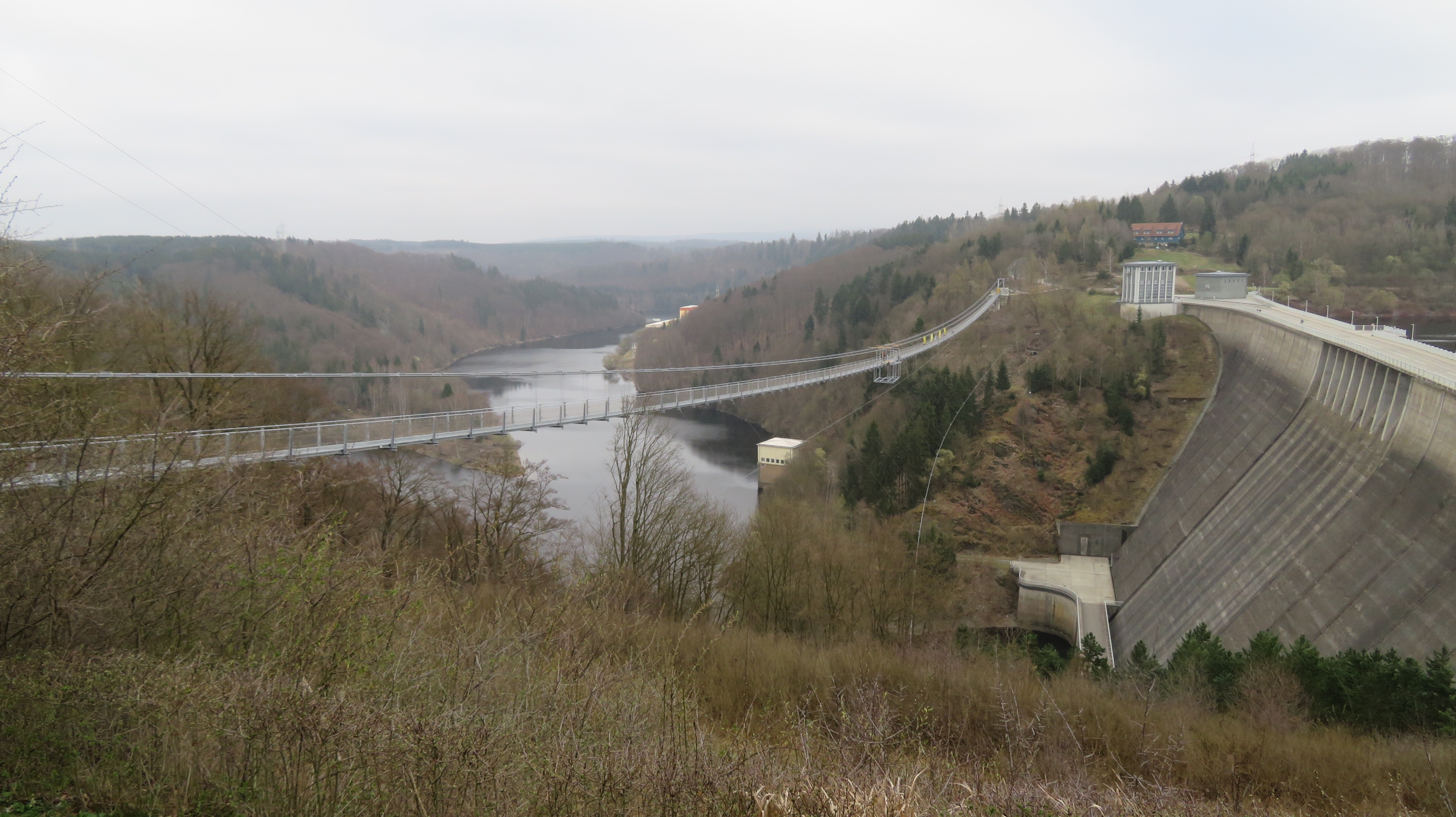
جسر مشاة تيتان أر تي عند السد المائي " تال شبيره وينديفورت " على جبال وسط ألمانيا في منطقة هارتز.

جسر مشاة أر تي (بالإنجليزية: TitanRT) هو جسر لعبور المشاة والسائحين في منطقة هارتز الجبلية في وسط ألمانيا. افتتح في أوائل عام 2017 وكان حتى يوليو 2017 أطول جسر مشاة في العالم ، حتى فاقه جسر معلق آخر في سويسرا وهو جسر مشاة شارلز كونين. يبلغ طول الجسر المعلق تيتان أر تي 483 متر وهو معلق على كابلات ويوجد بالقرب من أعلى جبل في وسط ألمانيا وهو جبل بروكين وبين تاله Thale في ساكسونيا-انهالت. الجسر معلق على الناحية المنخفضة للسد المائي «رابودي تالشبيره».
طول الجسر المعلق 483 متر وهو ثاني أطول جسور المشاة في العالم ويبلغ الجزء الحر في التعليق منه 5و458 متر. في يوليو 2017 افتتح جسر مشاة شارلز كونين في سويسرا على جبال الألب، وعلى الرغم أنه أطول من جسر مشاة تيتان أر تي بـ 11 متر إلا أن الجزء حر التعليق منه أقصر.
للمقارنة : يوجد في نيبال جشر مشاة طويل يبلغ طوله بالكامل 1452 متر، وهو جسر دوجارا شانداني؛ ولكن الجزء الحر التعليق فيه لا يزيد عن 225 متر.
من جسر مشاة تيتان أر تي على ارتفاع 100 متر يمكن القفز بطريقة القفز بالحبال إلى أسفل مسافة 75 متر.

## اقرأ أيضًا
- جسر مشاة
- جسر مشاة شارلز كونين